# Variations sur un thème rococo
Pour les articles homonymes, voir Introduction, thème et variations.
Les Variations sur un thème rococo (en russe : Вариации на тему рококо), op. 33, sont une œuvre de Piotr Ilitch Tchaïkovski pour violoncelle accompagné d'un petit orchestre. Elle fut composée entre décembre 1876 et mars 1877. Tchaïkovski fut très satisfait de la partition si bien qu'il n'hésita pas à dire que c'était sans doute une des plus réussies de sa carrière.

## Structure
- Moderato assai quasi Andante - Thema: Moderato semplice
- Var. I : Tempo della Thema
- Var. II : Tempo della Thema
- Var. III : Andante sostenuto
- Var. IV : Andante grazioso
- Var. V : Allegro moderato
- Var. VI : Andante
- Var. VII e Coda : Allegro vivo

## Orchestration
| Instrumentation des Variations sur un thème Rococo                                          |
| Bois                                                                                        |
| 2 flûtes, 2 hautbois, 2 clarinettes (en la), 2 bassons                                      |
| Cuivres                                                                                     |
| 2 cors (en fa)                                                                              |
| Cordes                                                                                      |
| 1 violoncelle soliste, premiers violons, seconds violons, altos, violoncelles, contrebasses |

## Histoire
Le compositeur, on le sait, vouait un véritable amour à la musique de la période classique et en particulier à celle de Mozart. L'influence de ce dernier est donc très présente dans ces Variations sur un thème Rococo pour violoncelle et orchestre.
Il existe aussi une version arrangée pour violoncelle et piano par Tchaïkovski, en décembre 1876.
La partition fut dédiée au violoncelliste Wilhelm Fitzenhagen. La première représentation a eu lieu à Moscou le 18/30 novembre 1877, par Fitzenhagen lui-même sous la direction de Nikolaï Rubinstein. L'œuvre fut généralement bien accueillie et Fitzenhagen la joua lors d'une tournée en Europe. Fitzenhagen apporta de nombreuses modifications à la partition qu'il fit publier malgré le mécontentement de Tchaïkovski. Il alla jusqu'à supprimer la huitième variation que Tchaïkovski avait composée ! Récemment, Viktor Kubatskii a reconstruit la partition originale de Tchaïkovski.
L'exécution des Variations sur un thème Rococo pour violoncelle et orchestre dure approximativement 20 minutes durant lesquelles le soliste est très sollicité.

## Analyse
L'œuvre comprend un thème principal suivi de sept variations. Celles-ci sont jouées sans pause, excepté entre le dernier mouvement lent et le final, lequel est déclenché par une simple fermata suivie de la dernière partie. La difficulté de la pièce réside dans cette innocente caractéristique. Le soliste doit apprendre huit styles totalement différents et les jouer tous sans interruptions, sans temps pour se reposer ou pour se rappeler la partition.

### Moderato assai quasi Andante - Thema: Moderato semplice
L'œuvre commence avec une introduction assez brève (bien qu'elle semble longue sur la partition) et le violoncelliste présente le simple, mais néanmoins élégant thème principal. Celui-ci est répété six fois, avant que le violoncelliste joue un court passage de jonction (les mêmes notes exactement que celles utilisées pour lier la variation I à la variation II). Ce même motif de jonction est aussi joué, mais une octave plus bas, pour joindre la variation II à la variation III.

### Var. I: Tempo della Thema
La première variation est en triolet, au milieu duquel l'orchestre restaure le thème principal.

### Var. II: Tempo della Thema
La seconde variation est comme une conversation entre l'orchestre et le soliste. La vitesse du thème y est presque doublée.

### Var. III: Andante sostenuto
Dans la troisième variation, le thème a changé en clé de ut majeur, et il est joué à une vitesse plus pensive.

### Var. IV: Andante grazioso
La quatrième variation est un retour à la clé de la majeur, et utilise une version plus vive du thème.

### Var. V: Allegro moderato
Dès la fin de la quatrième variation, débutent une succession complexe de trilles qui introduisent la cinquième variation et, après chute grandiose du violoncelle vers une note plus basse (mi), l'orchestre augmente en intensité. Un "cadenza" suit, avant de finir sur des trilles identiques à celles du départ, et une nouvelle fois, la mélodie est reprise par l'orchestre, suivie d'un "cadenza" plus long et plus difficile. Le second cadenza, est effronté et accompagné d'accords qui refusent inébranlablement de le réduire en clé mineure.

### Var. VI: Andante
La sixième variation est une répétition plus triste cette fois du thème en ré mineur.

### Var. VII e Coda: Allegro vivo
Après une courte pause, le soliste, déjà fort épuisé se lance dans la plus difficile et éprouvante variation, un "Allegro vivo" ne possédant que de rares adoucissements toutes les 32 notes. Être capable de maîtriser la technique de cette dernière variation est une preuve de virtuosité pour tout violoncelliste. L'orchestre aussi (le flûtiste en particulier), est soumis à rude épreuve, notamment dans le final incroyablement rapide.